# Cavalaire-sur-Mer
Cavalaire-sur-Mer là một xã thuộc tỉnh Var trong vùng Provence-Alpes-Côte d’Azur, Pháp. Xã này có diện tích 16,74 km², dân số năm 2006 là 6351 người. Xã này nằm ở khu vực có độ cao trung bình 150 mét trên mực nước biển. Xã này nằm bên bờ Địa Trung Hải, giữa Saint-Tropez và Lavandou.

## Biến động dân số
| Năm | 1962 | 1968 | 1975 | 1982 | 1990 | 1999 | 2006 |
| --- | ---- | ---- | ---- | ---- | ---- | ---- | ---- |
| Dân số | 1372 | 2116 | 2710 | 3912 | 4188 | 5237 | 6351 |
| From the year 1962 on: No double counting—residents of multiple communes (e.g. students and military personnel) are counted only once. |      |      |      |      |      |      |      |